# Élections fédérales canadiennes de 2006 en Saskatchewan
Ceci est les résultats des élections fédérales canadiennes de 2006 dans la province de la Saskatchewan. Les candidats sortants sont en italiques; les gagnants sont en caractères gras.

## Cypress Hills—Grasslands
- David L. Anderson - Parti conservateur
- Bill Caton - Parti libéral
- Mike Eason - Nouveau Parti démocratique
- Amanda Knorr - Parti vert

## Palliser
- Dave Batters - Parti conservateur
- Jo-Anne Dusel - Nouveau Parti démocratique
- Marcia Fogel - Parti action canadienne
- Larissa Shasko - Parti vert
- John Williams - Parti libéral

## Regina—Lumsden—Lake Centre
- Gary J. Anderson - Parti libéral
- Maurice Kovatch - Nouveau Parti démocratique
- Tom Lukiwski - Parti conservateur
- William Sorochan - Parti vert

## Regina—Qu'Appelle
- Brett Dolter - Parti vert
- Allyce Herle - Parti libéral
- Lorne Nystrom - Nouveau Parti démocratique
- Andrew Scheer - Parti conservateur

## Souris—Moose Mountain
- Michael Haukness - Nouveau Parti démocratique
- Ed Komarnicki - Parti conservateur
- Lonny McKague - Parti libéral
- Matthew Smith - Parti vert

## Wascana
- Brad Farquhar - Parti conservateur
- Ralph Goodale - Parti libéral
- Nigel Taylor - Parti vert
- Helen Yum - Nouveau Parti démocratique

## Yorkton—Melville
- Carl Barabonoff - Indépendant
- Garry Breitkreuz - Parti conservateur
- Merv Cushman - Parti libéral
- Jason Dennison - Nouveau Parti démocratique
- Keith New - Parti vert

## Battlefords—Lloydminster
- Norbert Kratchmer - Parti vert
- Jim Pankiw - Indépendant
- Dominic la Plante - Parti libéral
- Gerry Ritz - Parti conservateur
- Harold Stephen - Parti de l'héritage chrétien
- Elgin Wyatt - Nouveau Parti démocratique

## Blackstrap
- Herta Barron - Parti libéral
- Mike Fornssler - Parti vert
- Don Kossick - Nouveau Parti démocratique
- Sonje Kristtorn - Parti communiste
- D.-Jay Krozser - Indépendant
- Lynne Yelich - Parti conservateur

## Desnethé—Missinippi—Churchill River
- Jeremy Harrison - Parti conservateur
- Anita Jackson - Nouveau Parti démocratique
- John A. McDonald - Parti vert
- Gary Merasty - Parti libéral

## Prince Albert
- Brian FitzPatrick - Parti conservateur
- Patrick Jahn - Parti libéral
- Valerie Mushinski - Nouveau Parti démocratique
- Larry Zepp - Parti vert

## Saskatoon—Humboldt
- Mike Jones - Parti vert
- Andrew Mason - Nouveau Parti démocratique
- Tim Nyborg - Indépendant
- Peter Stroh - Parti libéral
- Brad Trost - Parti conservateur

## Saskatoon—Rosetown—Biggar
- Rick Barsky - Parti vert
- Marcel Bourassa - Parti d'héritage chrétien
- Myron Luczka - Parti libéral
- Carol Skelton - Parti conservateur
- Nettie Wiebe - Nouveau Parti démocratique

## Saskatoon—Wanuskewin
- Chris Axworthy - Parti libéral
- Don Cameron - Parti vert
- Jim Maddin - Nouveau Parti démocratique
- Dale Sanders - Parti d'héritage chrétien
- Maurice Vellacott - Parti conservateur